# Campeonato de España de Atletismo en pista cubierta de 2016
El LII Campeonato de España de Atletismo en pista cubierta se celebró en Madrid el 5 y el 6 de marzo de 2016 bajo la organización de la Real Federación Española de Atletismo.
Las competiciones se realizaron en el Centro Deportivo Municipal Gallur en Madrid. Participaron 507 atletas.

## Resultados

### Masculino
| Evento                     | Oro                         | Plata                       | Bronce                       |
| -------------------------- | --------------------------- | --------------------------- | ---------------------------- |
| 60 m (6.03)                | Arian Olmos Téllez 6,72 s   | Mario López 6,76 s          | David Alejandro 6,83 s       |
| 200 m (6.03)               | Oscar Husillos 21,04 s      | Daniel Cerdán 21,25 s       | Alberto Salcedo 21,32 s      |
| 400 m (6.03)               | Lucas Búa 46,65             | Mark Ujakpor 47,14          | Pau Fradera 47,54            |
| 800 m (6.03)               | Kevin López 1:49,20         | Álvaro de Arriba 1:49,64    | Daniel Andujar 1:49,74       |
| 1.500 m (6.03)             | Manuel Olmedo 4:02,79       | Marc Alcalá 4:03,03         | David Lorenzo 4:03,09        |
| 3.000 m (5.03)             | Ayoub Mokhtar 8:16,29       | Carlos Alonso 8:16,32       | Víctor García 8:18,83        |
| 60 m vallas (5.03)         | Jackson Quiñónez 7,86       | Gerard Porras 7,88          | Javier Colomo 7,92           |
| Salto de altura (5.03)     | Simón Siverio 2,20          | Lysvanis Pérez 2,20         | Juan Ignacio López 2,16      |
| Salto con pértiga (5.03)   | Igor Bychkov 5,30           | Albert Alvárez 5,25         | Ricard Clemente 5,15         |
| Salto de longitud (5.03)   | Jean Marie Okutu 7,68       | Fernando Ramos 7,61         | Jorge Ureña 7,49             |
| Triple salto (6.03)        | Pablo Torrijos 16,66        | José Emilio Bellido 16,37   | José Alfonso Palomanes 15,81 |
| Lanzamiento de peso (5.03) | Carlos Tobalina 20,50       | Borja Vivas 20,19           | Alejandro Noguera 17,90      |
| Heptatlón (5-6.03)         | Alejandro Bermejo 5581 pts. | Vicente Guardiola 5429 pts. | Jesús Castillo 5401 pts.     |

### Femenino
| Evento                      | Oro                             | Plata                    | Bronce                       |
| --------------------------- | ------------------------------- | ------------------------ | ---------------------------- |
| 60 m (5.03)                 | Estela García 7,41 s            | Caridad Jerez 7,43 s     | María Isabel Pérez 7,47 s    |
| 200 m (6.03)                | Nana Jacob 23,71 s              | Cristina Lara 23,78 s    | Paloma Díez 24,15 s          |
| 400 m (6.03)                | Aauri Lorena Bokesa 53,39       | Geraxane Ussía 54,10     | Barbara Camblor 54,64        |
| 800 m (6.03)                | Esther Guerrero 2:05,28         | Laura Valdés 2:07,62     | Zoya Naumov 2:08,90          |
| 1.500 m (6.03)              | Solange Andreia Pereira 4:36,29 | Montse Mas 4:36,37       | Marta Pérez 4:37,09          |
| 3.000 m (5.03)              | Nuria Fernández 9:09,29         | Celia Antón 9:21,58      | Ana Lozano 9:22,12           |
| 60 m vallas (6.03)          | Caridad Jerez 8,25              | Nora Orduña 8,52         | María Caridad Hernández 8,61 |
| Salto de altura (20.03)     | Ruth Beitia 1,98 m              | Raquel Álvarez 1,90 m    | Cristina Ferrando 1,87 m     |
| Salto con pértiga (5.03)    | Naroa Agirre 4,25               | Carla Franch 4,15        | Malen Ruiz de Azua 4,15      |
| Salto de longitud (5.03)    | Juliet Itoya 6,47               | Olatz Arrieta 6,23       | María del Mar Jover 6,19     |
| Triple salto (5.03)         | Ana Peleteiro 13,80             | Patricia Sarrapio 13,57  | Andera Calleja 13,17         |
| Lanzamiento de peso (19.03) | Úrsula Ruiz 16,75               | María Belén Toimil 15,40 | Elena Gutiérrez 15,16        |
| Pentatlón (18.03)           | Yantra Soto 4124 pts.           | Tamara del Río 4066 pts. | Andrea Medina 405 2pts.      |